# Tart-le-Bas
Tart-le-Bas är en kommun i departementet Côte-d'Or i regionen Bourgogne-Franche-Comté i östra Frankrike. Kommunen ligger i kantonen Genlis som tillhör arrondissementet Dijon. År 2022 hade Tart-le-Bas 243 invånare.

## Befolkningsutveckling
Antalet invånare i kommunen Tart-le-Bas
Referens:INSEE